# Плејно (Илиноис)
Плејно (енгл. Plano) град је у америчкој савезној држави Илиноис. По попису становништва из 2010. у њему је живело 10.856 становника.

## Демографија
Према попису становништва из 2010. у граду је живело 10.856 становника, што је 5.223 (92,7%) становника више него 2000. године.
| Група             | 2000.         | 2010.         |
| Белци             | 4.075 (72,3%) | 6.379 (58,8%) |
| Афроамериканци    | 21 (0,4%)     | 796 (7,3%)    |
| Азијати           | 17 (0,3%)     | 192 (1,8%)    |
| Хиспаноамериканци | 1.453 (25,8%) | 3.382 (31,2%) |
| Укупно            | 5.633         | 10.856        |